# 刘湘屏
刘湘屏（1920年9月—2017年2月3日），山西解县人，中华人民共和国卫生部部长、谢富治之妻。

## 生平
1936年9月在山西太原军政训练团学习。1937年4月任太原儿童工作委员会宣传部部长。1937年8月任中共晋城县东沟区委委员、副书记、代书记。1937年12月任中共长治市委组织部部长。1938年3月任高平县牺盟会特派员。1939年9月任高平县抗日县长，年仅18岁。1940年4月任太南专区抗日救国联合会主席、党团书记。1940年8月在华北局党校学习。1940年8月20日，新婚丈夫董天知，时任八路军领导的山西青年抗敌决死队第三纵队政治委员，率部参加百团大战夜行军至潞城王郭庄，被日军包围，奋战一夜，最后突围时与日军白刃战，头上胸部连中3弹，在合室乡王郭庄村崖垴凹山石坪岭的岩脑凹牺牲。
1941年4月任太行区第五署秘书主任、代专员，年仅21岁。在抗日战争中多次负伤，22岁时被日军芥子毒气全身烧伤。1942年4月1日八路军副参谋长左权致其妻子刘志兰的第九封家书说：
“新的花样就是放毒……因为毒伤，老百姓很死了一些人，伤的很多。女县长刘湘屏中毒非常厉害，全身发烂，皮肤掉了三分之二，幸而医治较早，大概可以不死了，其痛苦之极也可想而知。”

1944年4月在太行区委党校学习。1945年4月任太岳区士敏县县委书记、县长。1947年8月任豫西区第五地委委员兼县委书记。1949年5月任二野军大总校党委委员。 
中华人民共和国成立后，1950年2月任川东行署民政厅副厅长、党委书记。1951年10月任川东行署人事厅副厅长、党委书记。1952年6月任云南省人事厅副厅长、党委书记。1954年10月任昆明市委副书记。1956年2月任昆明市委第三书记。1956年7月任昆明市委书记处书记。1959年10月任农业机械部计划财务司司长。1964年4月任农业机械部计划司司长、部党委委员。1966年1月任第八机械工业部（即原农机部）综合局局长。
1970年6月任第一机械工业部革命委员会副主任。1973年7月任卫生部部长、党的核心小组组长。 1976年10月撤职，1985年8月在整党中被开除党籍。是中共第十届中央委员。